# Gelders Fanfare Orkest
Het Gelders Fanfare Orkest (GFO) is in 1988 opgericht door achttien muzikanten en de toenmalige dirigent Bart van den Brink. Inmiddels bestaat het orkest uit ongeveer 65 leden en komt het uit in de Concertafdeling.

## Samenstelling
De muzikanten zijn afkomstig uit de gehele provincie Gelderland en variëren in leeftijd van 15 tot 65 jaar. Ook muzikanten die door werk of studie inmiddels buiten de provinciegrenzen zijn gaan wonen, blijven het orkest trouw. Behalve in het GFO spelen de leden meestal bij de muziekvereniging in hun eigen woonplaats. De muzikanten zijn gevorderde amateurs en conservatoriumstudenten, die allemaal lid zijn geworden uit enthousiasme voor de fanfaremuziek.

## Muzikale hoogtepunten
Onder de leiding van oud-dirigent Tijmen Botma werden een zevental cds opgenomen, zowel in eigen beheer als in opdracht van muziekuitgeverijen.
Het orkest nam deel aan het Open Nederlands kampioenschap voor fanfareorkesten in 1995 en 1999, behaalde daarnaast het vicewereldkampioenschap tijdens het WMC Wereld Muziek Concours in 1997. Met het concertprogramma  Toekomstmuziek die het GFO in juni 2001 tijdens het Wereld Muziek Concours in juli 2001 ten gehore bracht behaalde het GFO een vijfde plaats. 
In het najaar van 2005 presenteerde het Gelders Fanfare Orkest het programma Fanfarelight tijdens een mini-theatertournee in Gelderland en Overijssel, een combinatie van jazzy improvisatie en fanfare. In de zomer van 2008 is het orkest op uitnodiging van de organisatie van het Certamen Internacional de bandas de Música naar Valencia gevlogen om het afsluitende concert in de Plaza de Tores te verzorgen
In 2005 stond het orkest gedurende het WMC project onder leiding van Ivan Meijlemans en tijdens het laatste WMC (2009) behaalde het orkest met gast-dirigent Jean-Pierre Cnoops de derde plaats in de concertafdeling. Tijdens het WMC in 2013 bracht het GFO met dirigent Erik van de Kolk het programma "PUUR" ten gehore, bestaande uit diverse originele werken voor fanfare en behaalde wederom de derde plaats. Tijdens het WMC in 2017 speelde het orkest onder leiding van Erik van de Kolk met hun programma 'Ongehoord' maar liefst 95,85 punten bij elkaar, goed voor een tweede plaats. Op het WMC van 2022 bracht het GFO (wederom onder leiding van Erik van de Kolk) haar programma 'XPLORE!' ten gehore, ondersteund door een lichtshow van Teus van der Stelt. Dit was goed voor 96,67 punten, waarmee het GFO net naast de eerste prijs greep, die met 96,70 punten in de wacht werd gesleept door regerend kampioen Koninklijke Fanfare Kempenbloei Achel. Tevens werd 'XPLORE!' beloond met de prijs voor het meest innovatieve/creatieve programma.

## Doelstelling
Het doel van het GFO is het stimuleren van het fanfareorkest en de fanfaremuziek. Daarnaast wil het orkest door het verstrekken van compositieopdrachten en het spelen van werken van nieuwe componisten een bijdrage leveren aan het introduceren van vernieuwende elementen binnen de fanfaremuziek.

## Activiteiten
Het GFO geeft regelmatig concerten, zowel binnen als buiten de provincie Gelderland. Daarnaast werkt het orkest geregeld mee aan muzikale projecten, zoals eindexamens van conservatoriumstudenten en open dagen. Ook organiseert het orkest jaarlijks Het Solistenproject. Hierbij worden veelbelovende, jonge muzikanten uitgenodigd om een solo-optreden te verzorgen tijdens het Nieuwjaarsconcert van het GFO.